# Jansath
Jansath là một thị xã và là một nagar panchayat của quận Muzaffarnagar thuộc bang Uttar Pradesh, Ấn Độ.

## Địa lý
Jansath có vị trí 29°20′B 77°51′Đ / 29,33°B 77,85°Đ Nó có độ cao trung bình là 232 mét (761 feet).

## Nhân khẩu
Theo điều tra dân số năm 2001 của Ấn Độ, Jansath có dân số 17.782 người. Phái nam chiếm 53% tổng số dân và phái nữ chiếm 47%. Jansath có tỷ lệ 55% biết đọc biết viết, thấp hơn tỷ lệ trung bình toàn quốc là 59,5%: tỷ lệ cho phái nam là 64%, và tỷ lệ cho phái nữ là 45%. Tại Jansath, 18% dân số nhỏ hơn 6 tuổi.